# Đội tuyển bóng đá quốc gia Hàn Quốc
Đội tuyển bóng đá quốc gia Hàn Quốc (Hangul: 대한민국 축구 국가대표팀, Romaja: daehanmin-guk chukgu gukgadaepyotim, Hán Việt: Đại Hàn Dân Quốc túc cầu quốc gia đại biểu đội) là đội tuyển bóng đá nam cấp quốc gia đại diện cho Hàn Quốc trong các giải thi đấu quốc tế và do Hiệp hội bóng đá Hàn Quốc (KFA) quản lý. Sân nhà của đội tuyển Hàn Quốc hiện nay là Sân vận động World Cup Seoul, nằm ở phía tây thủ đô Seoul.
Hàn Quốc sớm nổi lên như một thế lực của bóng đá châu Á từ đầu những năm thập niên 1980 và được xem là đội tuyển bóng đá châu Á thành công nhất trong lịch sử. Tính đến World Cup 2022, Hàn Quốc đã có tổng cộng 11 lần giành quyền tham dự các kỳ World Cup, trong đó có 10 lần liên tiếp - con số này nhiều hơn bất kỳ đội tuyển châu Á nào khác. Thành tích tốt nhất của đội ở đấu trường quốc tế là đạt hạng 4 ở kỳ World Cup 2002 - giải vô địch bóng đá thế giới lần đầu tiên được tổ chức tại châu Á nơi họ là đồng chủ nhà cùng với Nhật Bản. Cho đến nay, đó vẫn là bước tiến xa nhất của một đội bóng châu Á qua các kỳ World Cup.
Ở đấu trường châu lục, đội tuyển Hàn Quốc vô địch Asian Cup trong hai lần tổ chức đầu tiên (1956 và 1960) cùng với 4 lần giành ngôi Á quân. Đội cũng đoạt 3 huy chương vàng tại Asian Games vào các năm 1970, 1978 và 1986. Bên cạnh đó, đội xếp hạng 4 khi làm khách mời tham dự giải đấu CONCACAF 2002. Ở cấp độ khu vực, Hàn Quốc có 6 lần vô địch Cúp bóng đá Đông Á và đang giữ kỷ lục về số lần vô địch khu vực.
Đội tuyển Hàn Quốc được gọi với các biệt danh như "Chiến binh Thái Cực" hay "Hổ châu Á", linh vật của đội là Hổ Siberia.

## Danh hiệu
- Vô địch thế giới: 0

Thành tích tốt nhất: Hạng 4 (2002).
- Cúp Vàng CONCACAF (tham dự giải này với tư cách chính thức là khách mời danh dự): Hạng 4 (2002).
- King's Cup: 8 lần: 1969, 1970, 1971, 1973, 1974, 1975, 1977, 1998.
- Merdeka Cup: 8 lần: 1965, 1967, 1970, 1972, 1975, 1977, 1978, 1979.
- Cúp Hoàng đế: 1 lần: 1935 (tham dự với tư cách là thuộc địa của Nhật Bản).
- Vô địch châu Á: 2 lần

Vô địch: 1956, 1960.
Á quân: 1972, 1980, 1988, 2015.
Hạng 3: 1964, 2000, 2007, 2011.
- Merlion Cup: 1 lần

Vô địch: 1992.
Á quân: 1982, 1984.
- Nehru Cup

Hạng 3: 1982.
- Vô địch Đông Á: 6 lần: 1990, 2003, 2008, 2015, 2017, 2019.
- Bóng đá nam tại Asiad (khi còn dành cho cấp độ đội tuyển quốc gia):

 1970, 1978, 1986.
 1954, 1958, 1962, 1982.
 1990
- Đội tuyển châu Á xuất sắc nhất năm 2 lần: 2002, 2009.
- Giải trẻ Saudi 1 lần: 1978
- Korea Cup: 12 lần: 1971, 1974, 1975, 1976, 1978, 1980, 1981, 1982, 1985, 1987, 1991, 1997
- Giải kỷ niệm Jarkata: 1 lần: 1981
- Cúp các quốc gia Phi-Á: 1 lần: 1987
- LG Cup: 3 lần: 2000, 2001, 2006
- Đội hấp dẫn nhất FIFA World Cup: 1 lần: 2002
- Giải Fair Play Cúp Đông Á: 1 lần: 2008
- Giải Fair Play AFC Asian Cup: 1 lần: 2011

## Thành tích

### Giải vô địch bóng đá thế giới
Hàn Quốc là đội có số lần tham dự các vòng chung kết World Cup nhiều nhất châu Á với 11 lần góp mặt. Đây cũng là đội có thành tích tốt nhất ở vòng loại World Cup khu vực châu Á trong lịch sử. Thành tích cao nhất của đội tuyển Hàn Quốc qua các kỳ World Cup là giành vị trí thứ tư ở giải đấu năm 2002.
| Năm         | Thành tích                               | Vị trí                                   | Số trận                                  | Thắng                                    | Hòa                                      | Thua                                     | Bàn thắng                                | Bàn thua                                 |
| ----------- | ---------------------------------------- | ---------------------------------------- | ---------------------------------------- | ---------------------------------------- | ---------------------------------------- | ---------------------------------------- | ---------------------------------------- | ---------------------------------------- |
| 1930 ↓ 1938 | Không tham dự, là thuộc địa của Nhật Bản | Không tham dự, là thuộc địa của Nhật Bản | Không tham dự, là thuộc địa của Nhật Bản | Không tham dự, là thuộc địa của Nhật Bản | Không tham dự, là thuộc địa của Nhật Bản | Không tham dự, là thuộc địa của Nhật Bản | Không tham dự, là thuộc địa của Nhật Bản | Không tham dự, là thuộc địa của Nhật Bản |
| 1950        | Không tham dự                            | Không tham dự                            | Không tham dự                            | Không tham dự                            | Không tham dự                            | Không tham dự                            | Không tham dự                            | Không tham dự                            |
| 1954        | Vòng 1                                   | 16                                       | 2                                        | 0                                        | 0                                        | 2                                        | 0                                        | 16                                       |
| 1958        | Không tham dự                            | Không tham dự                            | Không tham dự                            | Không tham dự                            | Không tham dự                            | Không tham dự                            | Không tham dự                            | Không tham dự                            |
| 1962        | Không vượt qua vòng loại                 | Không vượt qua vòng loại                 | Không vượt qua vòng loại                 | Không vượt qua vòng loại                 | Không vượt qua vòng loại                 | Không vượt qua vòng loại                 | Không vượt qua vòng loại                 | Không vượt qua vòng loại                 |
| 1966        | Bỏ cuộc                                  | Bỏ cuộc                                  | Bỏ cuộc                                  | Bỏ cuộc                                  | Bỏ cuộc                                  | Bỏ cuộc                                  | Bỏ cuộc                                  | Bỏ cuộc                                  |
| 1970 ↓ 1982 | Không vượt qua vòng loại                 | Không vượt qua vòng loại                 | Không vượt qua vòng loại                 | Không vượt qua vòng loại                 | Không vượt qua vòng loại                 | Không vượt qua vòng loại                 | Không vượt qua vòng loại                 | Không vượt qua vòng loại                 |
| 1986        | Vòng 1                                   | 20                                       | 3                                        | 0                                        | 1                                        | 2                                        | 4                                        | 7                                        |
| 1990        | Vòng 1                                   | 22                                       | 3                                        | 0                                        | 0                                        | 3                                        | 1                                        | 6                                        |
| 1994        | Vòng 1                                   | 20                                       | 3                                        | 0                                        | 2                                        | 1                                        | 4                                        | 5                                        |
| 1998        | Vòng 1                                   | 30                                       | 3                                        | 0                                        | 1                                        | 2                                        | 2                                        | 9                                        |
| 2002        | Hạng tư                                  | 4                                        | 7                                        | 3                                        | 2                                        | 2                                        | 8                                        | 6                                        |
| 2006        | Vòng 1                                   | 17                                       | 3                                        | 1                                        | 1                                        | 1                                        | 3                                        | 4                                        |
| 2010        | Vòng 2                                   | 15                                       | 4                                        | 1                                        | 1                                        | 2                                        | 6                                        | 8                                        |
| 2014        | Vòng 1                                   | 27                                       | 3                                        | 0                                        | 1                                        | 2                                        | 3                                        | 6                                        |
| 2018        | Vòng 1                                   | 19                                       | 3                                        | 1                                        | 0                                        | 2                                        | 3                                        | 3                                        |
| 2022        | Vòng 2                                   | 16                                       | 4                                        | 1                                        | 1                                        | 2                                        | 5                                        | 8                                        |
| 2026        | Vượt qua vòng loại                       | Vượt qua vòng loại                       | Vượt qua vòng loại                       | Vượt qua vòng loại                       | Vượt qua vòng loại                       | Vượt qua vòng loại                       | Vượt qua vòng loại                       | Vượt qua vòng loại                       |
| 2030        | Chưa xác định                            | Chưa xác định                            | Chưa xác định                            | Chưa xác định                            | Chưa xác định                            | Chưa xác định                            | Chưa xác định                            | Chưa xác định                            |
| 2034        | Chưa xác định                            | Chưa xác định                            | Chưa xác định                            | Chưa xác định                            | Chưa xác định                            | Chưa xác định                            | Chưa xác định                            | Chưa xác định                            |
| Tổng cộng   | 12/22 Hạng tư                            | 12/22 Hạng tư                            | 38                                       | 7                                        | 10                                       | 21                                       | 39                                       | 78                                       |

### Thế vận hội Mùa hè
- (Nội dung thi đấu dành cho cấp đội tuyển quốc gia cho đến kỳ Đại hội năm 1988)

| Năm       | Thành tích                               | Thứ hạng                                 | Pld                                      | W                                        | D                                        | L                                        | F                                        | A                                        |                                          |
| --------- | ---------------------------------------- | ---------------------------------------- | ---------------------------------------- | ---------------------------------------- | ---------------------------------------- | ---------------------------------------- | ---------------------------------------- | ---------------------------------------- | ---------------------------------------- |
| 1900–1936 | Không tham dự, là thuộc địa của Nhật Bản | Không tham dự, là thuộc địa của Nhật Bản | Không tham dự, là thuộc địa của Nhật Bản | Không tham dự, là thuộc địa của Nhật Bản | Không tham dự, là thuộc địa của Nhật Bản | Không tham dự, là thuộc địa của Nhật Bản | Không tham dự, là thuộc địa của Nhật Bản | Không tham dự, là thuộc địa của Nhật Bản | Không tham dự, là thuộc địa của Nhật Bản |
| 1948      | Tứ kết                                   | 8th                                      | 2                                        | 1                                        | 0                                        | 1                                        | 5                                        | 15                                       |                                          |
| 1952      | Không tham dự                            | Không tham dự                            | Không tham dự                            | Không tham dự                            | Không tham dự                            | Không tham dự                            | Không tham dự                            | Không tham dự                            | Không tham dự                            |
| 1956–1960 | Không vượt qua vòng loại                 | Không vượt qua vòng loại                 | Không vượt qua vòng loại                 | Không vượt qua vòng loại                 | Không vượt qua vòng loại                 | Không vượt qua vòng loại                 | Không vượt qua vòng loại                 | Không vượt qua vòng loại                 | Không vượt qua vòng loại                 |
| 1964      | Vòng bảng                                | 14th                                     | 3                                        | 0                                        | 0                                        | 3                                        | 1                                        | 20                                       |                                          |
| 1968–1984 | Không vượt qua vòng loại                 | Không vượt qua vòng loại                 | Không vượt qua vòng loại                 | Không vượt qua vòng loại                 | Không vượt qua vòng loại                 | Không vượt qua vòng loại                 | Không vượt qua vòng loại                 | Không vượt qua vòng loại                 | Không vượt qua vòng loại                 |
| 1988      | Vòng bảng                                | 11th                                     | 3                                        | 0                                        | 2                                        | 1                                        | 1                                        | 2                                        |                                          |
| Tổng cộng | 1 lần tứ kết                             | 3/11                                     | 8                                        | 1                                        | 2                                        | 5                                        | 7                                        | 37                                       |                                          |

### Cúp bóng đá châu Á
Hàn Quốc là một trong những đội bóng giàu thành tích nhất tại Cúp bóng đá châu Á với tư cách là nhà vô địch đầu tiên của giải đấu (1956) và lần thứ hai vào năm 1960. Ngoài ra, đội có 4 lần giành hạng nhì và 4 lần giành hạng ba. Tuy nhiên, nếu so sánh thành tích này với những đối thủ chính của họ như Nhật Bản (4 lần vô địch), Iran hay Ả Rập Xê Út (3 lần vô địch) thì đây lại là đội tuyển khá vô duyên với chức vô địch châu lục. 
Đại đa số người Hàn Quốc cho rằng nguyên nhân đằng sau cơn khát danh hiệu hiện đã kéo dài hơn 6 thập kỉ là do sau kì Cúp bóng đá châu Á 1960, Hiệp hội bóng đá Hàn Quốc đã trao những tấm huy chương bằng chì mạ vàng cho các cầu thủ Hàn Quốc vô địch giải đấu năm ấy (số tiền dùng để chi cho vàng thật đã bị một quan chức của Hiệp hội biển thủ).
| Năm       | Thành tích               | Thứ hạng                 | Số trận                  | Thắng                    | Hòa                      | Thua                     | Bàn thắng                | Bàn thua           |
| --------- | ------------------------ | ------------------------ | ------------------------ | ------------------------ | ------------------------ | ------------------------ | ------------------------ | ------------------ |
| 1956      | Vô địch                  | 1/4                      | 3                        | 2                        | 1                        | 0                        | 9                        | 6                  |
| 1960      | Vô địch                  | 1/4                      | 3                        | 3                        | 0                        | 0                        | 9                        | 1                  |
| 1964      | Hạng ba                  | 3/4                      | 3                        | 1                        | 0                        | 2                        | 2                        | 4                  |
| 1968      | Không vượt qua vòng loại | Không vượt qua vòng loại | Không vượt qua vòng loại | Không vượt qua vòng loại | Không vượt qua vòng loại | Không vượt qua vòng loại | Không vượt qua vòng loại |                    |
| 1972      | Á quân                   | 2/6                      | 5                        | 1                        | 2                        | 2                        | 7                        | 6                  |
| 1976      | Không vượt qua vòng loại | Không vượt qua vòng loại | Không vượt qua vòng loại | Không vượt qua vòng loại | Không vượt qua vòng loại | Không vượt qua vòng loại | Không vượt qua vòng loại |                    |
| 1980      | Á quân                   | 2/10                     | 6                        | 4                        | 1                        | 1                        | 12                       | 6                  |
| 1984      | Vòng 1                   | 9/10                     | 4                        | 0                        | 2                        | 2                        | 1                        | 3                  |
| 1988      | Á quân                   | 2/10                     | 6                        | 5                        | 1                        | 0                        | 11                       | 3                  |
| 1992      | Không vượt qua vòng loại | Không vượt qua vòng loại | Không vượt qua vòng loại | Không vượt qua vòng loại | Không vượt qua vòng loại | Không vượt qua vòng loại | Không vượt qua vòng loại |                    |
| 1996      | Tứ kết                   | 7/12                     | 4                        | 1                        | 1                        | 2                        | 7                        | 11                 |
| 2000      | Hạng ba                  | 3/12                     | 6                        | 3                        | 1                        | 2                        | 9                        | 6                  |
| 2004      | Tứ kết                   | 6/16                     | 4                        | 2                        | 1                        | 1                        | 9                        | 4                  |
| 2007      | Hạng ba                  | 3/16                     | 6                        | 1                        | 4                        | 1                        | 3                        | 3                  |
| 2011      | Hạng ba                  | 3/16                     | 6                        | 4                        | 2                        | 0                        | 13                       | 7                  |
| 2015      | Á quân                   | 2/16                     | 6                        | 5                        | 0                        | 1                        | 8                        | 2                  |
| 2019      | Tứ kết                   | 5/24                     | 5                        | 4                        | 0                        | 1                        | 6                        | 2                  |
| 2023      | Bán kết                  | 4/24                     | 6                        | 2                        | 3                        | 1                        | 11                       | 10                 |
| 2027      | Vượt qua vòng loại       | Vượt qua vòng loại       | Vượt qua vòng loại       | Vượt qua vòng loại       | Vượt qua vòng loại       | Vượt qua vòng loại       | Vượt qua vòng loại       | Vượt qua vòng loại |
| Tổng cộng | 2 lần vô địch            | 16/19                    | 73                       | 38                       | 19                       | 16                       | 117                      | 74                 |

### Á vận hội
- (Nội dung thi đấu dành cho cấp đội tuyển quốc gia cho đến kỳ Đại hội năm 1998)

| Năm  | Thành tích      | Thứ hạng      | Pld           | W             | D             | L             | F             | A             |               |
| ---- | --------------- | ------------- | ------------- | ------------- | ------------- | ------------- | ------------- | ------------- | ------------- |
| 1951 | Không tham dự   | Không tham dự | Không tham dự | Không tham dự | Không tham dự | Không tham dự | Không tham dự | Không tham dự | Không tham dự |
| 1954 | Huy chương bạc  | 2nd           | 4             | 1             | 2             | 1             | 15            | 12            |               |
| 1958 | Huy chương bạc  | 2nd           | 5             | 4             | 0             | 1             | 15            | 6             |               |
| 1962 | Huy chương bạc  | 2nd           | 5             | 4             | 0             | 1             | 9             | 5             |               |
| 1966 | Vòng 1          | 11th          | 2             | 0             | 0             | 2             | 0             | 4             |               |
| 1970 | Huy chương vàng | 1st           | 6             | 3             | 2             | 1             | 5             | 3             |               |
| 1974 | Vòng 2          | 8th           | 5             | 1             | 1             | 3             | 4             | 10            |               |
| 1978 | Huy chương vàng | 1st           | 7             | 6             | 1             | 0             | 15            | 3             |               |
| 1982 | Vòng 1          | 9th           | 3             | 1             | 0             | 2             | 4             | 3             |               |
| 1986 | Huy chương vàng | 1st           | 6             | 4             | 2             | 0             | 14            | 3             |               |
| 1990 | Huy chương đồng | 3rd           | 6             | 5             | 0             | 1             | 18            | 1             |               |
| 1994 | Hạng tư         | 4th           | 6             | 3             | 0             | 3             | 17            | 7             |               |
| 1998 | Tứ kết          | 6th           | 6             | 4             | 0             | 2             | 12            | 6             |               |
| Tổng | 3 lần vô địch   | 12/13         | 61            | 36            | 8             | 17            | 128           | 63            |               |

### Siêu cúp bóng đá Đông Nam Á - Đông Á
Hàn Quốc tham gia Siêu cúp bóng đá Đông Nam Á - Đông Á 2 lần vào các năm 2017 và 2019 sau khi đánh bại đội tuyển Nhật Bản để giành quyền tham dự.
| Siêu cúp bóng đá Đông Nam Á - Đông Á | Siêu cúp bóng đá Đông Nam Á - Đông Á | Siêu cúp bóng đá Đông Nam Á - Đông Á | Siêu cúp bóng đá Đông Nam Á - Đông Á | Siêu cúp bóng đá Đông Nam Á - Đông Á | Siêu cúp bóng đá Đông Nam Á - Đông Á | Siêu cúp bóng đá Đông Nam Á - Đông Á | Siêu cúp bóng đá Đông Nam Á - Đông Á |
| Năm                                  | Kết quả                              | Số trận                              | Thắng                                | Hòa                                  | Thua                                 | Bàn thắng                            | Bàn thua                             |
| ------------------------------------ | ------------------------------------ | ------------------------------------ | ------------------------------------ | ------------------------------------ | ------------------------------------ | ------------------------------------ | ------------------------------------ |
| 2019                                 | Chung kết                            | 0                                    | 0                                    | 0                                    | 0                                    | 0                                    | 0                                    |
| Tổng cộng                            | 2 lần tham dự                        | 0                                    | 0                                    | 0                                    | 0                                    | 0                                    | 0                                    |

### Cúp bóng đá Đông Á
Hàn Quốc có 6 lần vô địch Đông Á, kể từ năm 2003 thì họ được đặc cách vào thẳng vòng chung kết và hiện đang là đội nắm giữ kỷ lục về số lần vô địch.
| Năm       | Kết quả       | Thứ hạng | Trận | Thắng | Hòa | Thua | Bàn thắng | Bàn thua |
| --------- | ------------- | -------- | ---- | ----- | --- | ---- | --------- | -------- |
| 2003      | Vô địch       | 1st      | 3    | 2     | 1   | 0    | 4         | 1        |
| 2005      | Hạng tư       | 4th      | 3    | 0     | 2   | 1    | 1         | 2        |
| 2008      | Vô địch       | 1st      | 3    | 1     | 2   | 0    | 5         | 4        |
| 2010      | Á quân        | 2nd      | 3    | 2     | 0   | 1    | 8         | 4        |
| 2013      | Hạng ba       | 3rd      | 3    | 0     | 2   | 1    | 1         | 2        |
| 2015      | Vô địch       | 1st      | 3    | 1     | 2   | 0    | 3         | 1        |
| 2017      | Vô địch       | 1st      | 3    | 2     | 1   | 0    | 7         | 3        |
| 2019      | Vô địch       | 1st      | 3    | 3     | 0   | 0    | 4         | 0        |
| 2022      | Á quân        | 2nd      | 3    | 2     | 0   | 1    | 6         | 3        |
| Tổng cộng | 5 lần vô địch | 1st      | 27   | 13    | 10  | 4    | 39        | 20       |

## Ban huấn luyện

### Huấn luyện viên
Danh sách các huấn luyện viên từng làm công tác huấn luyện tại đội tuyển Hàn Quốc kể từ năm 1997:
| Tên                        | Thời gian |
| -------------------------- | --------- |
| Cha Bum-kun                | 1997–1998 |
| Huh Jung-Moo               | 1998–2000 |
| Guus Hiddink               | 2000–2002 |
| Humberto Coelho            | 2003–2004 |
| Jo Bonfrere                | 2004–2005 |
| Dick Advocaat              | 2005–2006 |
| Pim Verbeek                | 2006–2007 |
| Huh Jung-Moo               | 2007–2010 |
| Cho Kwang-Rae              | 2010–2011 |
| Choi Kang-Hee              | 2011–2013 |
| Hong Myung-Bo              | 2013–2014 |
| Uli Stielike               | 2014–2017 |
| Shin Tae-yong              | 2017–2018 |
| Paulo Bento                | 2018–2022 |
| Jürgen Klinsmann           | 2023–2024 |
| Hwang Sun-hong (tạm quyền) | 2024      |
| Kim Do-hoon (tạm quyền)    | 2024      |
| Hong Myung-bo              | 2024–nay  |

### Ban huấn luyện hiện tại
Tính đến ngày 13 tháng 7 năm 2024
| Chức vụ                     | Tên            |
| --------------------------- | -------------- |
| Huấn luyện viên trưởng      | Hong Myung-bo  |
| Huấn luyện viên chiến thuật | Tiago Maia     |
| Trợ lý huấn luyện viên      | João Aroso     |
| Huấn luyện viên thủ môn     | Yang Yeong-min |
| Huấn luyện viên thể hình    | Lee Jae-hon    |
| Huấn luyện viên thể hình    | Jung Hyun-gy   |

## Kết quả và lịch thi đấu
Thắng
      Hòa
      Thua

### 2024
| 6 tháng 1 Giao hữu | Hàn Quốc           | 1–0      | Iraq | Abu Dhabi, UAE                                                              |  |
| 17:00 UTC+4        | - Lee Jae-sung 40' | Chi tiết |      | Sân vận động: Sân vận động Đại học New York Trọng tài: Yahya Al-Mulla (UAE) |  |

| 15 tháng 1 Bảng E AFC Asian Cup 2023 | Hàn Quốc                                   | 3–1      | Bahrain           | Doha, Qatar                                                                                       |  |
| 14:30 UTC+3                          | - Hwang In-beom 38' - Lee Kang-in 56', 68' | Chi tiết | - Al-Hashsash 51' | Sân vận động: Sân vận động Jassim bin Hamad Lượng khán giả: 8,388 Trọng tài: Mã Ninh (Trung Quốc) |  |

| 20 tháng 1 Bảng E AFC Asian Cup 2023 | Jordan                                       | 2–2      | Hàn Quốc                                          | Doha, Qatar                                                                                   |  |
| 14:30 UTC+3                          | - Park Yong-woo 37' (l.n.) - Al-Naimat 45+6' | Chi tiết | - Son Heung-min 9' (ph.đ.) - Al-Arab 90+1' (l.n.) | Sân vận động: Sân vận động Al Thumama Lượng khán giả: 36,627 Trọng tài: Salman Falahi (Qatar) |  |

| 25 tháng 1 Bảng E AFC Asian Cup 2023 | Hàn Quốc                                                              | 3–3      | Malaysia                                         | Al Wakrah, Qatar                                                                                                 |  |
| 14:30 UTC+3                          | - Jeong Woo-yeong 21' - Lee Kang-in 83' - Son Heung-min 90+4' (ph.đ.) | Chi tiết | - Faisal 51' - Arif 62' (ph.đ.) - Morales 90+15' | Sân vận động: Sân vận động Abdullah bin Khalifa Lượng khán giả: 30,117 Trọng tài: Khalid Al-Turais (Ả Rập Xê Út) |  |

| 30 tháng 1 Vòng 16 đội AFC Asian Cup 2023 | Ả Rập Xê Út | 1–1 (s.h.p.) (2–4 p)                                             | Hàn Quốc             | Al Rayyan, Qatar                                                                                             |  |
| 19:00 UTC+3                               | - Radif 46' | Chi tiết                                                         | - Cho Gue-sung 90+9' | Sân vận động: Sân vận động Thành phố Giáo dục Lượng khán giả: 42,389 Trọng tài: Ilgiz Tantashev (Uzbekistan) |  |
|                                           |             | Loạt sút luân lưu                                                |                      | |  |
| - Kanno - Abdulhamid - Al-Najei - Ghareeb |             | - Son Heung-min - Kim Young-gwon - Cho Gue-sung - Hwang Hee-chan |                      | |  |

| 2 tháng 2 Tứ kết AFC Asian Cup 2023 | Úc            | 1–2 (s.h.p.) | Hàn Quốc                                            | Al Wakrah, Qatar                                                                           |  |
| 18:30 UTC+3                         | - Goodwin 42' | Chi tiết     | - Hwang Hee-chan 90+6' (ph.đ.) - Son Heung-min 104' | Sân vận động: Sân vận động Al Janoub Lượng khán giả: 39,632 Trọng tài: Ahmed Al-Kaf (Oman) |  |

| 6 tháng 2 Bán kết AFC Asian Cup 2023 | Jordan                                      | 2–0 | Hàn Quốc | Al Rayyan, Qatar                                                                                                 |  |
| 18:00 UTC+3                          | - Yazan Al-Naimat 53' - Musa Al-Taamari 66' |     |          | Sân vận động: Sân vận động Ahmad bin Ali Lượng khán giả: 42.850 Trọng tài: Mohammed Abdulla Hassan Mohamed (UAE) |  |

| 21 tháng 3 Vòng loại FIFA World Cup 2026 | Hàn Quốc            | 1–1 | Thái Lan               | Seoul, Hàn Quốc                                                                                             |  |
| 20:00 UTC+9                              | - Son Heung-min 42' |     | - Suphanat Mueanta 61' | Sân vận động: Sân vận động Seoul World Cup Lượng khán giả: 64,912 Trọng tài: Khalid Al-Turais (Ả Rập Xê Út) |  |

| 26 tháng 3 Vòng loại FIFA World Cup 2026 | Thái Lan | 0–3 | Hàn Quốc                                                   | Bangkok, Thái Lan                                                                                 |  |
| 19:30 UTC+7                              |          |     | - Lee Jae-sung 19' - Son Heung-min 54' - Park Jin-seop 82' | Sân vận động: Sân vận động Rajamangala Lượng khán giả: 45,458 Trọng tài: Adham Makhadmeh (Jordan) |  |

| 6 tháng 6 Vòng loại FIFA World Cup 2026 | Singapore | 0–7      | Hàn Quốc                                                                                               | Kallang , Singapore                                                                                            |  |
| 20:00 UTC+8                             |           | Chi tiết | - Lee Kang-in 9', 54' - Joo Min-kyu 20' - Son Heung-min 53', 56' - Bae Jun-ho 79' - Hwang Hee-chan 81' | Sân vận động: Sân vận động Quốc gia Singapore Lượng khán giả: 49,097 Trọng tài: Sadullo Gulmurodi (Tajikistan) |  |

| 11 tháng 6 Vòng loại FIFA World Cup 2026 | Hàn Quốc          | 1–0      | Trung Quốc | Seoul, Hàn Quốc                                                                                              |  |
| 20:00 UTC+9                              | - Lee Kang-in 61' | Chi tiết |            | Sân vận động: Sân vận động Seoul World Cup Lượng khán giả: 64,935 Trọng tài: Mohammed Al Hoish (Ả Rập Xê Út) |  |

| 5 tháng 9 Vòng loại FIFA World Cup 2026 | Hàn Quốc | 0–0 | Palestine | Seoul, Hàn Quốc                                                                                   |
|                                         |          |     |           | Sân vận động: Sân vận động Seoul World Cup Lượng khán giả: 59,579 Trọng tài: Alireza Faghani (Úc) |

| 10 tháng 9 Vòng loại FIFA World Cup 2026 | Oman                           | 1–3      | Hàn Quốc                                                      | Muscat, Oman                                                                                             |  |
| 18:00 UTC+4                              | - Jung Seung-hyun 45+2' (l.n.) | Chi tiết | - Hwang Hee-chan 10' - Son Heung-min 82' - Joo Min-kyu 90+11' | Sân vận động: Khu liên hợp thể thao Sultan Qaboos Lượng khán giả: 27,144 Trọng tài: Mã Ninh (Trung Quốc) |  |

| 10 tháng 10 Vòng loại FIFA World Cup 2026 | Jordan | 0–2 | Hàn Quốc                              | Amman, Jordan                                                                                         |  |
| 17:00 UTC+3                               |        |     | - Lee Jae-sung 38' - Oh Hyeon-gyu 68' | Sân vận động: Sân vận động Quốc tế Amman Lượng khán giả: 14,655 Trọng tài: Hiroyuki Kimura (Nhật Bản) |  |

| 15 tháng 10 Vòng loại FIFA World Cup 2026 | Hàn Quốc                                              | 3–2      | Iraq                         | Yongin, Hàn Quốc                                                                                        |  |
|                                           | - Oh Se-hun 41' - Oh Hyeon-gyu 74' - Lee Jae-sung 83' | Chi tiết | - Hussein 50' - Bayesh 90+5' | Sân vận động: Sân vận động Yongin Mireu Lượng khán giả: 35.198 Trọng tài: Rustam Lutfullin (Uzbekistan) |  |

| 14 tháng 11 Vòng loại FIFA World Cup 2026 | Kuwait      | 1–3      | Hàn Quốc                                                     | Thành phố Kuwait, Kuwait                                                                             |  |
| 17:00 UTC+3                               | - Daham 60' | Chi tiết | - Oh Se-hun 10' - Son Heung-min 19' (ph.đ.) - Bae Jun-ho 74' | Sân vận động: Sân vận động Quốc tế Jaber Al-Ahmad Lượng khán giả: 22.791 Trọng tài: Shaun Evans (Úc) |  |

| 19 tháng 11 Vòng loại FIFA World Cup 2026 | Palestine    | 1–1                            | Hàn Quốc            | Amman , Jordan                                                                                    |  |
|                                           | - Qunbar 12' | Chi tiết (FIFA) Chi tiết (AFC) | - Son Heung-min 16' | Sân vận động: Sân vận động Quốc tế Amman Lượng khán giả: 2.405 Trọng tài: Araki Yusuke (Nhật Bản) |  |

### 2025
| 20 tháng 3 Vòng loại FIFA World Cup 2026 | Hàn Quốc | –        | Oman | Hàn Quốc |
|                                          |          | Chi tiết |      |          |

| 25 tháng 3 Vòng loại FIFA World Cup 2026 | Hàn Quốc | –        | Jordan | Hàn Quốc |
|                                          |          | Chi tiết |        |          |

| 5 tháng 6 Vòng loại FIFA World Cup 2026 | Iraq | –        | Hàn Quốc | Iraq |
|                                         |      | Chi tiết |          |      |

| 10 tháng 6 Vòng loại FIFA World Cup 2026 | Hàn Quốc | –        | Kuwait | Hàn Quốc |
|                                          |          | Chi tiết |        |          |

## Kỷ lục
Tính đến 11 tháng 6 năm 2024
Những cầu thủ được in đậm tức là vẫn còn thi đấu cho đội tuyển quốc gia:
| STT | Cầu thủ         | Số trận | Bàn thắng | Thời gian |
| --- | --------------- | ------- | --------- | --------- |
| 1   | Cha Bum-kun     | 136     | 58        | 1972–1986 |
| 1   | Hong Myung-bo   | 136     | 10        | 1990–2002 |
| 3   | Lee Woon-jae    | 133     | 0         | 1994–2010 |
| 4   | Lee Young-pyo   | 127     | 5         | 1999–2011 |
| 4   | Son Heung-min   | 127     | 48        | 2010–     |
| 6   | Kim Ho-kon      | 124     | 5         | 1971–1979 |
| 7   | Yoo Sang-chul   | 122     | 18        | 1994–2005 |
| 8   | Cho Young-jeung | 113     | 1         | 1975–1986 |
| 9   | Ki Sung-yueng   | 110     | 10        | 2008–2019 |
| 10  | Park Sung-hwa   | 107     | 26        | 1975–1984 |

| STT | Cầu thủ        | Bàn thắng | Số trận | Hiệu suất | Thời gian |
| --- | -------------- | --------- | ------- | --------- | --------- |
| 1   | Cha Bum-kun    | 58        | 136     | 0.43      | 1972–1986 |
| 2   | Hwang Sun-hong | 50        | 103     | 0.49      | 1988–2002 |
| 3   | Son Heung-min  | 48        | 127     | 0.38      | 2010–     |
| 4   | Park Lee-chun  | 36        | 89      | 0.4       | 1969–1974 |
| 5   | Kim Jae-han    | 33        | 57      | 0.58      | 1972–1979 |
| 5   | Lee Dong-gook  | 33        | 105     | 0.31      | 1998–2017 |
| 7   | Choi Soon-ho   | 30        | 103     | 0.29      | 1980–1991 |
| 8   | Kim Do-hoon    | 29        | 72      | 0.4       | 1994–2003 |
| 8   | Huh Jung-moo   | 29        | 84      | 0.35      | 1974–1986 |
| 10  | Choi Yong-soo  | 27        | 67      | 0.4       | 1995–2003 |
| 10  | Lee Tae-ho     | 27        | 72      | 0.38      | 1980–1991 |
| 10  | Kim Jin-kook   | 27        | 94      | 0.29      | 1972–1978 |

## Đội hình hiện tại
Đây là đội hình đã hoàn thành Vòng loại Giải vô địch bóng đá thế giới 2026 – Khu vực châu Á (Vòng 3).
Số lần khoác áo và bàn thắng được cập nhật tính đến ngày 19 tháng 11 năm 2024, sau trận đấu với Palestine..
| Số | VT | Cầu thủ                    | Ngày sinh (tuổi)  | Trận | Bàn | Câu lạc bộ           |
| -- | -- | -------------------------- | ----------------- | ---- | --- | -------------------- |
| 1  | TM | Kim Kyeong-min             | 1 tháng 11, 1991  | 0    | 0   | Gwangju FC           |
| 12 | TM | Lee Chang-geun             | 30 tháng 8, 1993  | 1    | 0   | Daejeon Hana Citizen |
| 21 | TM | Jo Hyeon-woo               | 25 tháng 9, 1991  | 39   | 0   | Ulsan HD             |
|    |    |                            |                   |      |     |                      |
| 2  | HV | Kim Moon-hwan              | 1 tháng 8, 1995   | 28   | 0   | Daejeon Hana Citizen |
| 3  | HV | Lee Myung-jae              | 4 tháng 11, 1993  | 7    | 0   | Ulsan HD             |
| 4  | HV | Kim Min-jae                | 15 tháng 11, 1996 | 69   | 4   | Bayern Munich        |
| 13 | HV | Lee Ki-hyuk                | 7 tháng 7, 2000   | 1    | 0   | Gangwon FC           |
| 14 | HV | Cho Yu-min                 | 17 tháng 11, 1996 | 11   | 0   | Sharjah              |
| 15 | HV | Jung Seung-hyun            | 3 tháng 4, 1994   | 26   | 1   | Al-Wasl              |
| 20 | HV | Kwon Kyung-won             | 31 tháng 1, 1992  | 32   | 2   | Khor Fakkan          |
| 22 | HV | Seol Young-woo             | 5 tháng 12, 1998  | 22   | 0   | Red Star Belgrade    |
|    | HV | Lee Tae-seok               | 28 tháng 7, 2002  | 1    | 0   | Pohang Steelers      |
|    |    |                            |                   |      |     |                      |
| 5  | TV | Paik Seung-ho              | 17 tháng 3, 1997  | 20   | 3   | Birmingham City      |
| 6  | TV | Hwang In-beom              | 20 tháng 9, 1996  | 66   | 6   | Feyenoord            |
| 7  | TV | Son Heung-min (đội trưởng) | 8 tháng 7, 1992   | 131  | 51  | Tottenham Hotspur    |
| 8  | TV | Park Yong-woo              | 10 tháng 9, 1993  | 20   | 0   | Al-Ain               |
| 10 | TV | Lee Jae-sung               | 10 tháng 8, 1992  | 94   | 13  | Mainz 05             |
| 11 | TV | Jeong Woo-yeong            | 20 tháng 9, 1999  | 22   | 4   | Union Berlin         |
| 16 | TV | Hong Hyun-seok             | 16 tháng 6, 1999  | 14   | 0   | Mainz 05             |
| 17 | TV | Bae Jun-ho                 | 21 tháng 8, 2003  | 6    | 2   | Stoke City           |
| 18 | TV | Lee Kang-in                | 19 tháng 2, 2001  | 35   | 10  | Paris Saint-Germain  |
|    | TV | Lee Hyun-ju                | 7 tháng 2, 2003   | 1    | 0   | Hannover 96          |
|    | TV | Kim Bong-soo               | 26 tháng 12, 1999 | 0    | 0   | Gimcheon Sangmu      |
|    |    |                            |                   |      |     |                      |
| 9  | TĐ | Joo Min-kyu                | 13 tháng 4, 1990  | 8    | 2   | Daejeon Hana Citizen |
| 19 | TĐ | Oh Se-hun                  | 15 tháng 1, 1999  | 6    | 2   | Machida Zelvia       |
| 23 | TĐ | Oh Hyeon-gyu               | 12 tháng 4, 2001  | 15   | 2   | Genk                 |

### Triệu tập gần đây
Dưới đây là tên các cầu thủ được triệu tập trong vòng 12 tháng.
| Vt                                                                         | Cầu thủ         | Ngày sinh (tuổi)  | Số trận | Bt | Câu lạc bộ                 | Lần cuối triệu tập              |
| -------------------------------------------------------------------------- | --------------- | ----------------- | ------- | -- | -------------------------- | ------------------------------- |
| TM                                                                         | Kim Seung-gyu   | 30 tháng 9, 1990  | 81      | 0  | Al-Shabab                  | v. Iraq, 15 October 2024        |
| TM                                                                         | Kim Jun-hong    | 3 tháng 6, 2003   | 0       | 0  | D.C. United                | v. Iraq, 15 October 2024        |
| TM                                                                         | Song Bum-keun   | 15 tháng 10, 1997 | 1       | 0  | Jeonbuk Hyundai Motors     | v. Oman, 10 September 2024      |
| TM                                                                         | Hwang In-jae    | 22 tháng 4, 1994  | 0       | 0  | Pohang Steelers            | v. Trung Quốc, 11 June 2024     |
|                                                                            |                 |                   |         |    |                            |                                 |
| HV                                                                         | Hwang Mun-ki    | 8 tháng 12, 1996  | 2       | 0  | Pyeongchang United         | v. Kuwait, 14 November 2024 INJ |
| HV                                                                         | Kim Ju-sung     | 12 tháng 12, 2000 | 2       | 0  | FC Seoul                   | v. Iraq, 15 October 2024        |
| HV                                                                         | Lee Han-beom    | 17 tháng 6, 2002  | 0       | 0  | Midtjylland                | v. Iraq, 15 October 2024        |
| HV                                                                         | Park Min-gyu    | 10 tháng 8, 1995  | 0       | 0  | Hokkaido Consadole Sapporo | v. Iraq, 15 October 2024        |
| HV                                                                         | Kim Young-gwon  | 27 tháng 2, 1990  | 112     | 7  | Ulsan HD                   | v. Oman, 10 September 2024      |
| HV                                                                         | Hwang Jae-won   | 16 tháng 8, 2002  | 3       | 0  | Daegu FC                   | v. Oman, 10 September 2024      |
| HV                                                                         | Choi Woo-jin    | 18 tháng 7, 2004  | 0       | 0  | Incheon United             | v. Oman, 10 September 2024      |
| HV                                                                         | Kim Jin-su      | 13 tháng 6, 1992  | 74      | 2  | FC Seoul                   | v. Trung Quốc, 11 June 2024     |
| HV                                                                         | Park Seung-wook | 7 tháng 5, 1997   | 2       | 0  | Gimcheon Sangmu            | v. Trung Quốc, 11 June 2024     |
| HV                                                                         | Choi Jun        | 17 tháng 4, 1999  | 0       | 0  | FC Seoul                   | v. Trung Quốc, 11 June 2024     |
| HV                                                                         | Ha Chang-rae    | 16 tháng 10, 1994 | 0       | 0  | Daejeon Hana Citizen       | v. Trung Quốc, 11 June 2024     |
| HV                                                                         | Kim Tae-hwan    | 24 tháng 7, 1989  | 31      | 0  | Jeonbuk Hyundai Motors     | 2023 AFC Asian Cup              |
| HV                                                                         | Lee Ki-je       | 9 tháng 7, 1991   | 14      | 0  | Suwon Samsung Bluewings    | 2023 AFC Asian Cup              |
| HV                                                                         | Kim Ji-soo      | 24 tháng 12, 2004 | 0       | 0  | Brentford                  | 2023 AFC Asian Cup              |
|                                                                            |                 |                   |         |    |                            |                                 |
| TV                                                                         | Moon Seon-min   | 9 tháng 6, 1992   | 17      | 2  | FC Seoul                   | v. Iraq, 15 October 2024        |
| TV                                                                         | Lee Seung-woo   | 6 tháng 1, 1998   | 12      | 0  | Jeonbuk Hyundai Motors     | v. Iraq, 15 October 2024        |
| TV                                                                         | Lee Dong-gyeong | 20 tháng 9, 1997  | 9       | 1  | Gimcheon Sangmu            | v. Iraq, 15 October 2024        |
| TV                                                                         | Kwon Hyeok-kyu  | 13 tháng 3, 2001  | 0       | 0  | Hibernian                  | v. Iraq, 15 October 2024        |
| TV                                                                         | Hwang Hee-chan  | 26 tháng 1, 1996  | 69      | 15 | Wolverhampton Wanderers    | v. Jordan, 10 October 2024 INJ  |
| TV                                                                         | Eom Ji-sung     | 9 tháng 5, 2002   | 3       | 1  | Swansea City               | v. Jordan, 10 October 2024 INJ  |
| TV                                                                         | Jung Woo-young  | 14 tháng 12, 1989 | 76      | 3  | Ulsan HD                   | v. Oman, 10 September 2024      |
| TV                                                                         | Jeong Ho-yeon   | 28 tháng 9, 2000  | 1       | 0  | Gwangju FC                 | v. Oman, 10 September 2024      |
| TV                                                                         | Yang Min-hyeok  | 16 tháng 4, 2006  | 0       | 0  | Tottenham Hotspur          | v. Oman, 10 September 2024      |
| TV                                                                         | Um Won-sang     | 6 tháng 1, 1999   | 8       | 0  | Ulsan HD                   | v. Trung Quốc, 11 June 2024     |
| TV                                                                         | Song Min-kyu    | 12 tháng 9, 1999  | 14      | 1  | Jeonbuk Hyundai Motors     | v. Thái Lan, 26 March 2024      |
| TV                                                                         | Park Jin-seop   | 23 tháng 10, 1995 | 6       | 1  | Jeonbuk Hyundai Motors     | v. Thái Lan, 26 March 2024      |
| TV                                                                         | Lee Soon-min    | 22 tháng 5, 1994  | 4       | 0  | Daejeon Hana Citizen       | 2023 AFC Asian Cup              |
| TV                                                                         | Yang Hyun-jun   | 25 tháng 5, 2002  | 3       | 0  | Celtic                     | 2023 AFC Asian Cup              |
|                                                                            |                 |                   |         |    |                            |                                 |
| TĐ                                                                         | Cho Gue-sung    | 25 tháng 1, 1998  | 39      | 9  | Midtjylland                | v. Thái Lan, 26 March 2024      |
| Notes - INJ = Rút lui vì chấn thương - PRE = Chỉ nằm trong danh sách sơ bộ |                 |                   |         |    |                            |                                 |

## Đại kình địch
Đối thủ cạnh tranh trực tiếp với Hàn Quốc trên đấu trường châu lục là nước láng giềng Nhật Bản. Bộ đôi Hàn Quốc và Nhật Bản luôn được coi là cặp "kỳ phùng địch thủ" suốt nhiều năm cho vị trí "đầu tàu" của bóng đá châu Á. 

Ngoài ra, trong những năm gần đây, Hàn Quốc cũng có sự cạnh tranh với những đội bóng hàng đầu như Úc, Iran và Ả Rập Xê Út trên đấu trường châu Á.